# Régie des voies aériennes de la république démocratique du Congo
La Régie des voies aériennes de la république démocratique du Congo (RVA) est l'autorité congolaise (RDC) du transport aérien. La RVA a son siège au croisement de l'avenue Kabasele Tshiamala et de l'aéroport de Ndolo, quartier Ndolo, commune Barumbu, Kinshasa.
La RVA s’occupe de réhabiliter les infrastructures aéroportuaires du pays, en rénovant les pistes existantes ou en faisant construire de nouveaux éléments. En 2018, le directeur général de la RVA était Abdalla Bilenge. Détenu depuis le 10 novembre 2020 à la prison de Makala, on lui reproche d'avoir détourné 15 millions de dollars. Le 7 juillet 2021, Alphonse Shungu Mahungu, l'ancien directeur du cabinet du ministère de l'économie national, est nommé directeur général de la Régie desvoies aériennes de la RDC.